# 上田隆勇
上田 隆勇（うえだ たかお、男性）は神奈川県出身の看護師、鍼灸マッサージ師、柔整師、経営コンサルタント。美容鍼灸サロンブレア元町総院長、株式会社エルジンジャパン代表取締役、一般財団法人日本美容鍼灸マッサージ協会代表理事。日本各地に弟子が居て、各弟子の大半は店を持っている。

## YOUTUBEチャンネル
YOUTUBEチャンネルでは、研修センターで収録が行われています。研修センターでの内容は選ばれたモデル方に施術を行う内容がメインとなっています。それ以外は上田先生の弟子とのコラボで上田先生が施術モデルになる。その際顔芸やコメントが面白くなっていて登録者などからは好評である。

## 書籍
- 小顔になる!「顔ツボ」1分マッサージ(三笠書房王様文庫)
- 『美容鍼灸師が教える 5歳若返る 「顔ツボ」1分マッサージ』(ぶんか社)
- 鍼灸師・エステティシャンのための よくわかる美容鍼灸(三和書籍)
- 「3日で実感 最強! リンパストレッチ ダイエット」（秀和システム）